# Station Srebrna Góra
Station Srebrna Góra is een spoorwegstation in de Poolse plaats Srebrna Góra.